# Afsus
|  | Per la ciutat que els àrabs anomenaven Afsus, turca Ayasoluk, vegeu Selçuk |

Afsus (1746-1809) fou el pseudònim del poeta Mir Shir Ali, descendent de Mahoma, d'origen persa fins que quatre generacions abans la seva família es va establir a l'Índia, a un lloc proper a Agra; l'avi d'Afsus es va establir a Delhi sota Muhammad Shah. Afsus va viure a Delhi, Patna i Lucknow i rebé una esmerçada educació. Després del 1760 va entrar al servei de Mirza Djawan-bakht (Djahan-dar Shah) fill gran de l'emperador Alam Shah; era a Lucknow quan es va fixar en les seves qualitats el resident anglès coronel W. Scott, i sota la seva influència va anar a Calcuta el 1800/1801 i va dirigir la secció hindú del Col·legi de Fort Williams. Havia compost un diwan indi i va traduir el «Gulistan» de Sadi (acabat el 1802) amb el nom de Bagh-i Urdu; després va fer altres edicions i traduccions fins a la seva mort el 1809.